# Francisco Roldán
Francisco Roldán (* um 1452; † 11. Juli 1502) war ein spanischer Kolonialbeamter.

## Leben
Roldán wurde als alcalde mayor  (oberster Kolonialbeamter von Städten und Gemeinden) von La Isabela zurückgelassen, als Christoph Kolumbus auf seiner zweiten Reise nach Spanien zurücksegelte. 1497 lehnte sich Roldán gegen Bartolomeo Kolumbus auf und errichtete in West-Hispaniola ein rivalisierendes Regime, in das 1498 etwa die Hälfte der Spanier eintrat. Als Christoph Kolumbus im August 1498 nach Hispaniola zurückkehrte, konnte er mit den Rebellen Frieden schließen, indem er Zugeständnisse machte, einschließlich der Kontrolle der einheimischen Arbeit.
Unter Francisco de Bobadilla, dem Gouverneur, der Christoph Kolumbus ersetzte, erhielt Roldán eine Begnadigung für seinen Aufruhr.
Roldán starb am 11. Juli 1502 auf der Rückreise nach Spanien in der Mona-Passage während eines Hurrikans, der 20 Schiffe eines Konvois von 31 Schiffen zerstörte, darunter das Flaggschiff El Dorado. Unter den übrigen Schiffen befand sich die Aguja, das schwächste Schiff des Konvois, das das Gold trug, das Kolumbus schuldete – was Vorwürfe auslöste, Kolumbus habe den Sturm auf magische Weise aus Rache beschworen.